# Перетренованість
Перетренованість — відчуття хронічної втоми через постійні фізичні навантаження. З'являється у випадку, коли кількість та інтенсивність тренувань не відповідають можливостям організму.

## Симптоми
Перетренованість може супроводжуватися одним або кількома супутніми симптомами:
- Хронічна втома[3][4];
- Підвищене серцебиття у спокої: підвищене серцебиття опісля адекватного відпочинку, наприклад, вранці після сну, може бути показником перетренованості;
- Зниження варіабельності серцевого ритму[ru];
- Підвищена уразливість до інфекцій;
- Збільшення ймовірності фізичних травм;
- Подразливість;
- Депресія;
- Вигорання[5].